# FDGB-Pokal 1962/63
Der FDGB-Fußballpokal-Wettbewerb 1962/63 war der zwölfte in der Geschichte dieses Fußballereignisses.
Der Pokalwettbewerb 1962/63 begann wie im Vorjahr mit einer Vorrunde, die am 11. August 1962 startete und nach territorialen Gesichtspunkten gelost wurde, an der aus der Saison 1961/62 die 15 Bezirkspokalsieger und 39 Mannschaften aus der II. DDR-Liga (Tabellenplatz sieben abwärts) teilnahmen. In der 1. Hauptrunde kamen aus der Saison 1961/62 die beiden Absteiger aus der DDR-Oberliga, die Mannschaften aus der DDR-Liga (ohne Aufsteiger) und die restlichen Vertreter der drittklassigen II. DDR-Liga dazu. Alle Pokalrunden wurden im K.-o.-System ausgetragen, deren Spiele bei Gleichstand nach der regulären Spielzeit durch Verlängerung und gegebenenfalls durch ein Wiederholungsspiel entschieden wurden.
Die Mannschaften der DDR-Oberliga stiegen mit der 3. Hauptrunde in den Pokalwettbewerb ein. Dort schieden bereits sechs Vertretungen aus: Aktivist Brieske-Senftenberg, Dynamo Dresden, Turbine Erfurt, Motor Jena, Rotation Leipzig und Aufbau Magdeburg.
Neben den verblieben acht Oberligateams erreichten sieben Mannschaften der I. DDR-Liga und mit Chemie Lauscha ein einziger Vertreter der II. DDR-Liga das Achtelfinale. Die Thüringer traten zum Spiel gegen Lokomotive Stendal nicht an. Offiziell gaben ihre Vertreter an, keine vollzählige Mannschaft zusammenzubekommen; kolportiert wurde jedoch, die BSG wolle damit gegen die zwangsweise Delegierung ihrer Leistungsträger protestieren. Eine weitere Überraschung im Achtelfinale bereitete der Vorjahresfinalist Dynamo Berlin mit seiner 1:3-Niederlage bei der BSG Motor West Karl-Marx-Stadt (I. DDR-Liga).
Die Sachsen erreichten nach einem 3:0 über Lokomotive Stendal das Halbfinale, wo es gegen die zweite Überraschungsmannschaft der BSG Chemie Zeitz, ebenfalls aus der I. DDR-Liga, zweier Spiele bedurfte, ehe Zeitz sensationell in das Finale einzog. Mit der BSG Motor Zwickau, die den Pokalverteidiger Chemie Halle ebenfalls nach zwei Spielen ausgeschaltet hatte, erreichte eine zweite Betriebssportgemeinschaft das Endspiel; ein Denkzettel für die intensiv geförderten Sportclubs.

## Vorrunde
Die Spiele fanden vom 11. bis 12. August 1962 statt.
|                                      | Ergebnis |                                 |
| ------------------------------------ | -------- | ------------------------------- |
| BSG Einheit Rostock *                | 8:0      | BSG Lokomotive Wittenberge      |
| BSG Traktor Plate *                  | 3:2      | BSG Rotation Babelsberg         |
| BSG Empor Neustrelitz *              | 3:2      | BSG Motor Eberswalde            |
| SC Potsdam II *                      | 1:3      | BSG Motor Köpenick              |
| BSG Motor Oderberg *                 | 1:2      | TSG Gröditz                     |
| ASG Vorwärts Cottbus II *            | 0:2      | BSG Stahl Riesa                 |
| BSG Lokomotive Stendal II *          | 1:3      | SG Dynamo Schwerin              |
| BSG Stahl Helbra *                   | 3:2      | BSG Motor Erfurt Nord           |
| BSG Motor Rudisleben-Ichtershausen * | 2:1      | BSG Motor Aschersleben          |
| BSG Fortschritt Greiz *              | 3:2      | BSG Motor Werdau                |
| BSG Traktor Obermaßfeld *            | 3:5      | BSG Chemie Schwarza             |
| BSG Stahl Freital *                  | 3:1      | BSG Motor Gohlis-Nord Leipzig   |
| BSG Aktivist Böhlen II *             | 1:0      | BSG Motor Brand-Langenau        |
| BSG Einheit Reichenbach *            | 6:2      | BSG Motor Neuhaus-Schierschnitz |
| BSG Motor Weißensee *                | 1:0      | TSG Velten                      |
| BSG Motor Rostock                    | 0:1      | BSG Tiefbau Berlin              |
| BSG Chemie Schmöckwitz               | 2:4      | BSG Chemie Riesa                |
| HSG Wissenschaft Halle               | 2:4      | BSG Motor-Mitte Suhl            |
| BSG Fortschritt Meerane              | 6:2      | BSG Einheit Elsterberg          |
| BSG Stahl Silbitz                    | 0:2      | BSG Motor Ammendorf             |
| BSG Lokomotive Waren-Rethwisch       | 4:2      | SG Lichtenberg 47               |
| BSG Motor Rathenow                   | :        | BSG Motor Schönebeck            |
| BSG Glückauf Bleicherode             | 3:1      | BSG Stahl Thale                 |
| BSG Motor Görlitz                    | 2:5      | BSG Aufbau Großräschen          |
| BSG Lokomotive Meiningen             | 1:2      | BSG Stahl MK Eisleben           |
| BSG CM Veritas Wittenberge           | 5:0      | BSG Deutsche Lufthansa Berlin   |
| BSG Motor Sonneberg                  | 1:3      | BSG Wismut Plauen               |

## 1. Hauptrunde
Die Spiele fanden vom 12. bis 19. September 1962 statt.
|                                   | Ergebnis  |                                      |
| --------------------------------- | --------- | ------------------------------------ |
| BSG Motor Köpenick                | 3:2       | SC Frankfurt/Oder                    |
| TSG Gröditz                       | 0:2       | ASG Vorwärts Cottbus                 |
| BSG Stahl Riesa                   | 2:1       | BSG Aktivist Laubusch                |
| SG Dynamo Schwerin                | 2:3 n. V. | BSG Einheit Greifswald               |
| BSG Chemie Schwarza               | 2:0 n. V. | BSG Wismut Gera                      |
| BSG Tiefbau Berlin                | 2:0       | BSG Motor Weißensee *                |
| BSG Motor-Mitte Suhl              | 4:1       | BSG Fortschritt Greiz *              |
| BSG Motor Ammendorf               | 2:1       | SG Dynamo Eisleben                   |
| BSG Motor Schönebeck              | 5:0       | BSG Motor Brandenburg Süd            |
| BSG Aufbau Großräschen            | 1:2       | SC Einheit Dresden                   |
| BSG Stahl MK Eisleben             | 2:1       | BSG Motor Nordhausen-West            |
| BSG Wismut Plauen                 | 1:0       | BSG Motor Rudisleben-Ichtershausen * |
| BSG Einheit Rostock *             | 2:4       | BSG Motor Warnowwerft Warnemünde     |
| BSG Traktor Plate *               | 1:9       | BSG Lokomotive Waren-Rethwisch       |
| BSG Empor Neustrelitz *           | 0:2       | BSG CM Veritas Wittenberge           |
| BSG Stahl Helbra *                | 2:0       | BSG Motor Weimar                     |
| BSG Stahl Freital *               | 1:2       | BSG Motor West Karl-Marx-Stadt       |
| BSG Aktivist Böhlen II *          | 1:4       | BSG Einheit Reichenbach *            |
| TSG Wismar                        | 3:1       | SC Neubrandenburg                    |
| BSG Chemie Bitterfeld             | 0:5       | SG Dynamo Hohenschönhausen           |
| BSG Chemie Glauchau               | 2:3       | BSG Fortschritt Meerane              |
| BSG Chemie Lauscha                | 2:1       | BSG Aktivist „Karl Marx“ Zwickau     |
| BSG Lokomotive Halberstadt        | 2:1       | BSG Glückauf Bleicherode             |
| BSG Stahl Eisenhüttenstadt        | 4:1       | BSG Motor Bautzen                    |
| ASG Vorwärts Neubrandenburg       | 2:1       | SC Traktor Schwerin                  |
| BSG Chemie Zeitz                  | 4:2       | BSG Turbine Magdeburg                |
| SC Potsdam                        | 8:1       | BSG Chemie Wolfen                    |
| BSG Motor Schkeuditz              | 3:3 n. V. | BSG Fortschritt Weißenfels           |
| BSG Empor Wurzen                  | 2:2 n. V. | ASG Vorwärts Leipzig                 |
| BSG Aktivist Kali Werra Tiefenort | 2:1       | BSG Motor Eisenach                   |
| SG Dynamo Erfurt                  | 2:0       | BSG Aktivist Böhlen                  |
| BSG Aktivist Geiseltal Mücheln    | 3:2       | BSG Motor Steinach                   |
| BSG Lokomotive Kirchmöser         | 3:4       | BSG Motor Dessau                     |
| BSG Motor Stralsund               | 3:4       | BSG Lokomotive Stendal               |
| BSG Motor Hennigsdorf             | 2:4       | ASG Vorwärts Rostock-Gehlsdorf       |
| BSG Chemie Riesa                  | 2:5       | TSC Oberschöneweide                  |

### Wiederholungsspiele
Die Spiele fanden am 19. September 1962 statt.
|                            | Ergebnis |                      |
| -------------------------- | -------- | -------------------- |
| BSG Fortschritt Weißenfels | 2:0      | BSG Motor Schkeuditz |
| ASG Vorwärts Leipzig       | 2:0      | BSG Empor Wurzen     |

## 2. Hauptrunde
Die Spiele fanden vom 6. bis 7. Oktober 1962 statt.
|                                   | Ergebnis  |                                |
| --------------------------------- | --------- | ------------------------------ |
| ASG Vorwärts Cottbus              | 7:0       | BSG Aktivist Geiseltal Mücheln |
| BSG Einheit Greifswald            | 1:2       | BSG Motor Köpenick             |
| SC Einheit Dresden                | 4:2       | BSG Wismut Plauen              |
| BSG Motor Warnowwerft Warnemünde  | 0:1 n. V. | ASG Vorwärts Neubrandenburg    |
| BSG Lokomotive Waren-Rethwisch    | 1:3       | BSG Stahl Eisenhüttenstadt     |
| BSG CM Veritas Wittenberge        | 1:5       | SC Potsdam                     |
| BSG Motor West Karl-Marx-Stadt    | 1:0       | BSG Chemie Schwarza            |
| BSG Einheit Reichenbach *         | 1:0 n. V. | BSG Motor-Mitte Suhl           |
| SG Dynamo Hohenschönhausen        | 2:1       | BSG Tiefbau Berlin             |
| BSG Fortschritt Meerane           | 1:2       | BSG Chemie Lauscha             |
| BSG Motor Dessau                  | 2:0       | BSG Stahl Riesa                |
| BSG Lokomotive Stendal            | 6:0       | BSG Stahl MK Eisleben          |
| ASG Vorwärts Rostock-Gehlsdorf    | 7:0       | TSG Wismar                     |
| TSC Oberschöneweide               | 7:1       | BSG Motor Schönebeck           |
| BSG Fortschritt Weißenfels        | 3:2       | BSG Stahl Helbra *             |
| ASG Vorwärts Leipzig              | 2:1       | SG Dynamo Erfurt               |
| BSG Motor Ammendorf               | 0:1       | BSG Lokomotive Halberstadt     |
| BSG Aktivist Kali Werra Tiefenort | 0:2       | BSG Chemie Zeitz               |

## 3. Hauptrunde
Die Spiele fanden vom 1. bis 23. Dezember 1962 statt.
|                             | Ergebnis  |                                 |
| --------------------------- | --------- | ------------------------------- |
| SC Lokomotive Leipzig       | 3:0       | SG Dynamo Dresden               |
| SC Dynamo Berlin            | 3:0       | TSC Oberschöneweide             |
| SC Empor Rostock            | 0:0 n. V. | SC Aufbau Magdeburg             |
| SC Einheit Dresden          | 5:2       | ASG Vorwärts Rostock-Gehlsdorf  |
| ASG Vorwärts Neubrandenburg | 2:0       | ASG Vorwärts Cottbus            |
| SG Dynamo Hohenschönhausen  | 1:2 n.V   | SC Wismut Karl-Marx-Stadt       |
| SC Potsdam                  | 2:0       | SC Rotation Leipzig             |
| BSG Einheit Reichenbach *   | 1:2 n. V. | BSG Lokomotive Stendal          |
| SC Motor Karl-Marx-Stadt    | 2:1       | SC Motor Jena                   |
| BSG Motor Köpenick          | 0:6       | ASK Vorwärts Berlin             |
| BSG Chemie Lauscha          | 2:1       | BSG Fortschritt Weißenfels      |
| BSG Lokomotive Halberstadt  | 1:2       | ASG Vorwärts Leipzig            |
| BSG Motor Dessau            | 0:5       | BSG Motor Zwickau               |
| BSG Chemie Zeitz            | 2:0 n. V. | SC Turbine Erfurt               |
| BSG Stahl Eisenhüttenstadt  | 0:3       | BSG Motor West Karl-Marx-Stadt  |
| SC Chemie Halle             | 7:1       | SC Aktivist Brieske-Senftenberg |

### Wiederholungsspiel
Das Spiel fand am 23. Dezember 1962 statt.
|                     | Ergebnis  |                  |
| ------------------- | --------- | ---------------- |
| SC Aufbau Magdeburg | 1:2 n. V. | SC Empor Rostock |

## Achtelfinale
Die Spiele fanden vom 29. bis 30. Dezember 1962 statt.
|                                | Ergebnis  |                             |
| ------------------------------ | --------- | --------------------------- |
| BSG Motor Zwickau              | 8:2       | SC Potsdam                  |
| BSG Motor West Karl-Marx-Stadt | 3:1       | SC Dynamo Berlin            |
| SC Empor Rostock               | 8:1       | ASG Vorwärts Neubrandenburg |
| SC Motor Karl-Marx-Stadt       | 2:3 n. V. | SC Chemie Halle             |
| BSG Lokomotive Stendal         | (1)       | BSG Chemie Lauscha          |
| ASG Vorwärts Leipzig           | 0:1       | BSG Chemie Zeitz            |
| SC Wismut Karl-Marx-Stadt      | 2:1       | SC Lokomotive Leipzig       |
| ASK Vorwärts Berlin            | 2:1       | SC Einheit Dresden          |

## Viertelfinale
Die Spiele fanden am 6. Januar 1963 statt.
|                                | Ergebnis |                           |
| ------------------------------ | -------- | ------------------------- |
| BSG Chemie Zeitz               | 1:0      | SC Wismut Karl-Marx-Stadt |
| SC Chemie Halle                | 1:0      | ASK Vorwärts Berlin       |
| BSG Motor West Karl-Marx-Stadt | 3:0      | BSG Lokomotive Stendal    |
| BSG Motor Zwickau              | 4:0      | SC Empor Rostock          |

## Halbfinale
Die Spiele fanden am 24. Februar 1963
|                  | Ergebnis  |                                |
| ---------------- | --------- | ------------------------------ |
| SC Chemie Halle  | 2:2 n. V. | BSG Motor Zwickau              |
| BSG Chemie Zeitz | 1:1 n. V. | BSG Motor West Karl-Marx-Stadt |

### Wiederholungsspiele
Die Spiele fanden am 12. April 1963 statt.
|                                | Ergebnis |                  |
| ------------------------------ | -------- | ---------------- |
| BSG Motor Zwickau              | 3:0      | SC Chemie Halle  |
| BSG Motor West Karl-Marx-Stadt | 2:3      | BSG Chemie Zeitz |

## Finale

### Statistik
| Paarung                   | BSG Motor Zwickau – BSG Chemie Zeitz |
| Ergebnis                  | 3:0 (2:0) |
| Datum                     | Mittwoch, 1. Mai 1963 um 16.00 Uhr |
| Stadion                   | Lenin-Stadion, Altenburg |
| Zuschauer                 | 25.000 |
| Schiedsrichter            | Rudi Glöckner (Markranstädt) |
| Schiedsrichterassistenten | Wolfgang Riedel (Falkensee), Günter Männig (Böhlen) |
| Tore                      | 1:0 Speth (19.) 2:0 Witzger (37.) 3:0 Speth (80.) |
| BSG Motor Zwickau         | Peter Meyer – Alois Glaubitz, Albert Beier, Bernd Röhner – Helmut Gruner, Georg Dimanski – Eberhard Franz, Günter Witzger , Horst Jura, Peter Henschel, Hans Speth Cheftrainer: Karl Dittes                |
| BSG Chemie Zeitz          | Edgar Ernst – Dietmar Lucker, Heinz Zeyher, Gerhard Handt – Andreas Fischer, Peter Gentzsch – Volkmar Tympel, Bernd Bauchspieß, Lothar Pacholski, Peter Kohl, Bernd Schneider Cheftrainer: Gerhard Richter |

### Spielverlauf

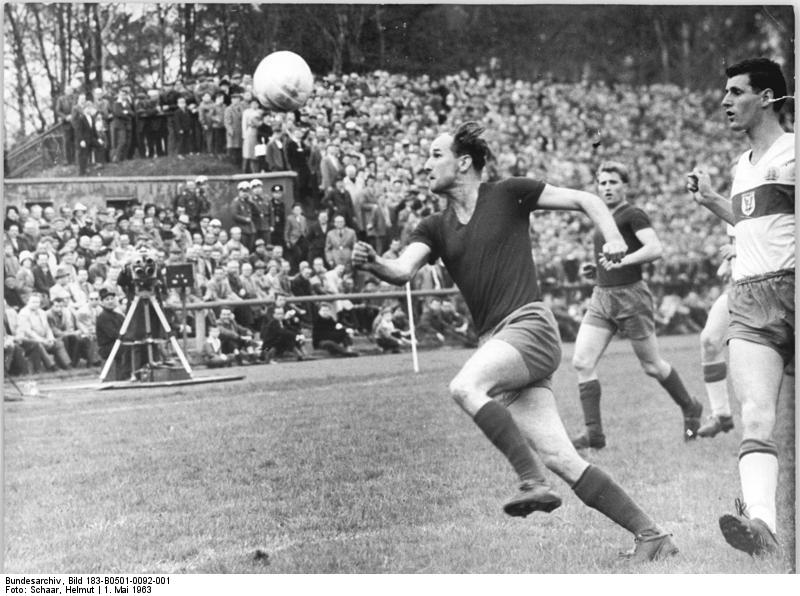
Der Zwickauer Gruner (links) ist an Kohl (Zeitz) vorbei und spielt das Leder in den Zeitzer Strafraum.

Das 12. DDR-Pokalendspiel hatte mit der BSG Motor Zwickau einen klaren Favoriten. Die aktuell auf dem 8. Tabellenplatz liegenden Oberligisten hatten in Chemie Zeitz einen Gegner, der in der zweitklassigen I. DDR-Liga im Mittelfeld herumdümpelte. In der Anfangsphase des Spiels konnten die Zeitzer noch einigermaßen mithalten, überraschten mit gelungenen Spielzügen im Mittelfeld und kamen über rechts ein paar Mal gefährlich vor das Zwickauer Tor. Die Sachsen hingegen ließen sich nicht aus der Ruhe bringen, durch Mittelfeld-Regisseur Gruner sicher operierend. Als Schwachpunkt in den Zeitzer Reihen entpuppte sich Stopper Zeyher, dessen Unsicherheit sich auch auf seine Nebenleute übertrug. So ging Zwickau in der 19. Minute nicht überraschend in Führung: Der Mittelfeldspieler Dimanski passte auf Linksaußen Speth, der aus 20 Metern einen Gewaltschuss auf das Zeitzer Tor losließ, durch den der Ball dem Torwart Ernst über die Fäuste rutschte. Anschließend verfiel die Zeitzer Abwehr in völlige Konfusion, sodass die Zwickauer Angreifer immer öfter gefährlich vor dem gegnerischen Tor aufkreuzen konnten. Das hatte in der 37. Minute Konsequenzen: Zwickaus Mittelstürmer Jura drängte von links in den Zeitzer Strafraum und passte quer vor das Tor. Ernst gelang es nicht, den Ball abzufangen und so konnte der heranstürmende Witzger den Ball über die Torlinie schlagen. In der 2. Halbzeit wurde die Zwickauer Überlegenheit noch deutlicher; dank guter Mittelfeldarbeit und gefährlicher Sturmspitzen hatten sie das Spiel fest im Griff, es haperte lediglich bei der Chancenverwertung. Henschel in der 48. und Gruner in der 55. Minute verpassten nur knapp das 3:0. Zeitz hatte seine Taktik geändert, Bauchspieß gab seine Sonderbewachung gegen Zwickaus Spielmacher Jura auf und übernahm die Aufgabe der Sturmspitze. Er fand jedoch wenig Unterstützung aus dem eigenen Mittelfeld, sodass die Zwickauer Abwehr nicht eigentlich in Gefahr geriet. In der 80. Minute fiel dann die endgültige Entscheidung: Von links schlug Jura einen Eckball hoch vor das Tor, wo es Speth gelang, mit dem Rücken zum Tor stehend den Ball per Kopf über die gesamte Zwickauer Abwehr in den Kasten zu bugsieren. DFV-Vizepräsident Günter Schneider resümierte anschließend zutreffend: „Motor war die technisch überlegenere, erfahrenere Mannschaft, obwohl die Elf lange Zeit brauchte, zum Zuge zu kommen. Meines Erachtens war die Chemie-Elf ein Opfer ihrer eigenen Taktik, denn Bauchspieß verfolgte in der ersten Halbzeit immer wieder Jura, ohne allerdings dieser Aufgabe gewachsen zu sein.“ (Deutsches Sportecho 2. Mai 1963)